# Schloss Eschwege
Koordinaten: 51° 11′ 19″ N, 10° 3′ 11″ O
Das Schloss Eschwege steht am nordwestlichen Rand der Altstadt von Eschwege, oberhalb der Schlossmühle direkt an der Werra, im Werra-Meißner-Kreis in Nordhessen. Das dreiflügelige ehemalige Landgrafenschloss im Renaissance-Stil aus dem 16. und 17. Jahrhundert dient seit 1821 als Sitz der Kreisverwaltung. Im Schlossturm, dem so genannten Dietemann-Pavillon, befindet sich eine Kunstuhr mit dem Dietemann, der Symbolfigur der Stadt Eschwege.

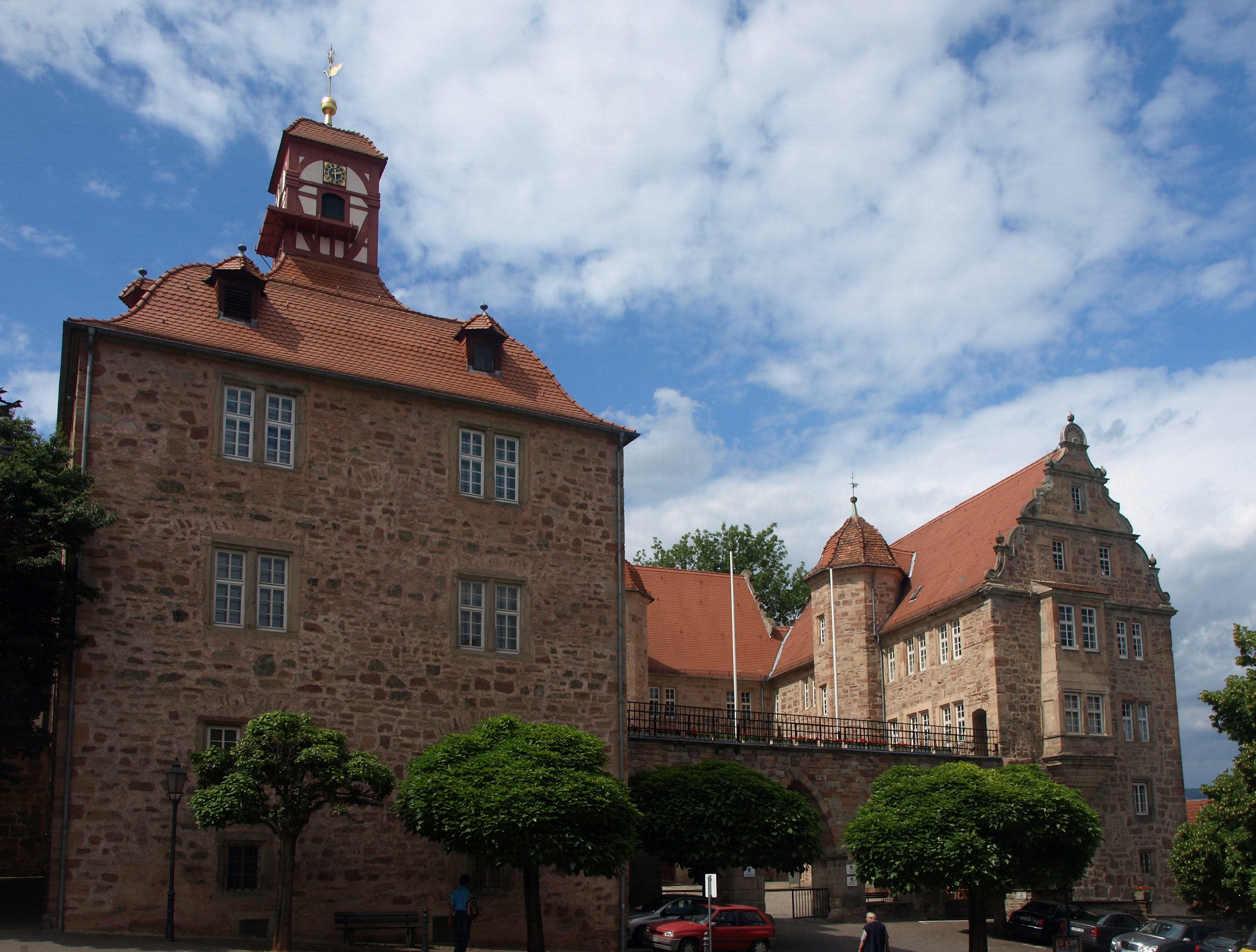
Ostfront von Schloss Eschwege

## Geschichte

### Die Vorgängerburg
Eschwege war seit 1264 im Besitz der Landgrafen von Hessen. Gegen Ende des 14. Jahrhunderts sträubten sich die Bürger gegen den Versuch des Landgrafen Hermann II., durch den Bau einer Burg ihre städtischen Rechte einzuschränken, und öffneten daher 1385 ihre Stadt dem Landgrafen von Thüringen Balthasar. Zur Verteidigung seines neuen Besitzes gegen die hessischen Landgrafen tat Balthasar, was die Bürgerschaft hatte vermeiden wollen, und baute ab 1386 an der Stelle des alten Honer Tores eine Burg. Er versprach der Stadt allerdings, keine weiteren Einschränkungen ihrer Rechte und Freiheiten zu verfügen. Als die Stadt 1433 wieder hessisch wurde, wurde die Burg zunächst Amtssitz hessischer Ministerialen.

### Erweiterung zum Schloss
Im 16. und 17. Jahrhundert ließen die Landgrafen von Hessen, insbesondere Philipp I. (1509–1567), Wilhelm IV. (1567–1592) und Moritz (1592–1627), die Burg in mehreren Phasen zu einem Renaissanceschloss erweitern, wobei Fundamente und erhebliche Mauerteile der ursprünglichen Anlage erhalten und in den Bau einbezogen wurden. Als Alterssitz des Landgrafen Moritz, der nach seiner 1627 von den hessischen Landständen erzwungenen Abdankung bis zu seinem Tod 1632 in Eschwege lebte, als zeitweiliger Wohnsitz zwischen 1632 und 1655 des Landgrafen Friedrich von Hessen-Eschwege und von 1713 bis 1755 als Residenz des Landgrafen Christian aus der Nebenlinie Hessen-Rotenburg-Wanfried kam der Bau zu seiner Bezeichnung als „Landgrafenschloss“.
Erhebliche Umbauten und Erweiterungen fanden zunächst 1552, unter Philipp I., am Nordflügel und dann von 1581 bis 1589, unter Wilhelm IV., am Nord- und Westflügel statt. Die Treppentürme und Giebel wurden in dieser zweiten Erweiterungsphase erbaut, wohl durch den landgräflichen Baumeister Hans Wetzel (Hans von Allendorf). Der Pavillon-Turm und die Arkaden zwischen dem Nordflügel und dem Pavillon wurden von 1615 bis 1617 unter Landgraf Moritz erbaut.

### Landgräfliche Residenz
Ostern 1637, während des Dreißigjährigen Kriegs, wurden Stadt und Schloss durch kaiserliche Kroaten unter General Johann von Götzen geplündert und weitgehend durch Feuer zerstört. Der damals 20-jährige und in schwedischen Diensten stehende Friedrich, der auf Grund der Rotenburger-Quart-Regelung von 1627 und 1628 im Jahre 1632 die Landgrafschaft Hessen-Eschwege erhalten hatte, bezog seine Residenz in Eschwege daher wohl erst nach seiner Stockholmer Heirat 1646 mit Eleonora Katharina, der Schwester des schwedischen Königs Karl X. Gustav. Aus den Geburtsorten seiner Kinder ist zu schließen, dass sich Friedrichs Gemahlin von 1647 bis 1655 überwiegend in Eschwege aufhielt. Friedrich selbst war als schwedischer General viel auf Reisen, bemühte sich aber dennoch maßgeblich um den Wiederaufbau von Schloss und Stadt. Die Dachlaterne auf dem Dietemann-Pavillon entstand 1650 im Zuge der Wiederherstellung des Schlosses. Friedrich fiel 1655 in schwedischen Diensten in Polen. Mit ihm starb die Nebenlinie Hessen-Eschwege im Mannesstamm aus, und seine (Teil-)Landgrafschaft fiel an seinen Bruder Ernst I. von Hessen-Rheinfels-Rotenburg. Zwar wurde das Schloss Friedrichs Witwe als Witwensitz zugewiesen, aber sie ging stattdessen auf ihr schwedisches Lehen Osterholz bei Bremen.

### Verpfändung
1667 wurde das Schloss als Mitgift für ihre Tochter Christine von Hessen-Eschwege bei deren Hochzeit mit Ferdinand Albrecht I. von Braunschweig an das von diesem begründete Haus Braunschweig-Bevern verpfändet. Erst 1713 wurde das Pfand wieder eingelöst.
Als Landgraf Ernst 1676 die ehemalige Landgrafschaft Hessen-Eschwege an seinen Sohn Karl übertrug, nahm dieser, da das Eschweger Schloss noch immer verpfändet war, seine Residenz in Wanfried und begründete damit die neue Nebenlinie Hessen-Wanfried. Erst sein Sohn Christian von Hessen-Wanfried, der seit 1713 das Schloss Eschwege bewohnte und 1731 seinem Halbbruder Wilhelm als Landgraf von Hessen-Wanfried folgte, verlegte die Residenz schrittweise wieder nach Eschwege.

### Einlösung des Pfands und erneute Residenz
Christian hatte nach dem Tod seines Vaters 1711 zunächst die Landgrafschaft Hessen-Wanfried übernommen, aber sein älterer Halbbruder, der Domherr Wilhelm, erschien noch im gleichen Jahr in Wanfried, um seinen eigenen Anspruch auf das Erbe durchzusetzen. In dem von Kaiser Karl VI. geschlichteten Streit verzichtete Christian auf die Landgrafschaft, erhielt aber das Residenzschloss in Eschwege, nachdem es durch die Ablösung des Pfands beim Herzog von Braunschweig-Bevern 1713 ausgelöst worden war, sowie eine jährliche Apanage von 7.500 Gulden. Christian renovierte und erweiterte das vernachlässigte Schloss und ließ eine katholische Kapelle einbauen. Der in Fachwerk errichtete Südflügel des Schlosses stammt von 1755. Nach dem Tod seines Bruders Wilhelm 1731 trat Friedrich an die Spitze der Linie Hessen-Wanfried. Mit seinem kinderlosen Tod im Oktober 1755 erlosch die Linie, und Hessen-Wanfried-(Eschwege) fiel wieder an Hessen-Rotenburg. Als 1834 auch diese Linie im Mannesstamm ausstarb, ging die gesamte Rotenburger Quart zurück an das Stammhaus Hessen-Kassel. Das Schloss in Eschwege wurde daher nach Christians Tod nur noch als Nebenresidenz genutzt.

### Kreisverwaltung
Mit der Verwaltungsreform in Hessen-Kassel durch das Organisationsedikt des Kurfürsten Wilhelm II. und der damit verbundenen Schaffung des Kreises Eschwege im Jahre 1821 wurde das Schloss Sitz des Landrats und der Kreisverwaltung. In dieser Funktion dient es noch heute. Heutiger Eigentümer ist die Kreisverwaltung des Werra-Meißner-Kreises (Schlossplatz 1, 37269 Eschwege).

## Anlage
Der Kernbau ist die aus dem 14. Jahrhundert stammende Burg. Erhebliche Umbauten und Erweiterungen fanden 1552 (Nordflügel), 1581–1589 (Nord- und Westflügel) und 1615–1617 (Pavillon und Arkaden) statt, mit weiteren An- und Umbauten im 18. Jahrhundert.
Das Schloss ist dreiflügelig. Zur Renaissanceanlage gehören der Nord- und der Westflügel (beide mit erheblichen von der mittelalterlichen Burg stammenden Mauerteilen) sowie die Arkaden und der Pavillon (Turm) an der Ostseite. Der dritte (südliche), in den Obergeschossen in Fachwerkbauweise ausgeführte Flügel wurde erst 1755 errichtet.

### Nordflügel
Der Nordflügel, mit Giebeln an der Ost- und Westseite, geht in seiner Grundsubstanz auf das 14. Jahrhundert zurück, wie das Mauerwerk aus großen Quadern und die zugesetzten Rechteckfenster am Westgiebel zeigen. Er besteht aus zwei niedrigen Untergeschossen mit einfachen Rechteckfenstern und zwei höheren Hauptgeschossen mit teilweise gekuppelten Fenstern. An der Nordseite befinden sich zwei bis ins dritte Geschoss reichende Strebepfeiler. An der Südseite steht ein in das Dachgeschoss reichender polygonaler Treppenturm mit Wendeltreppe. Westlich des Treppenturmes ist ein rechteckiges Portal, von Diamantquadern und Kreisornamenten gerahmt und oben mit einem Karnies-Gesims abgeschlossen. An der Ostseite ist ein zweigeschossiger, wohl 1552 erbauten Erker, der auf einem reich verzierten Sockel im 1. Obergeschoss aufsitzt. Die Erkerfenster haben von den übrigen Fenstern abweichende gotisierende Stabwerkrahmungen. An den Giebelseiten sind die Geschosse durch Gesimse voneinander getrennt. Ein breites Wulstgesims umschließt den gesamten Bau über dem 3. Obergeschoss, über dem der dreigeschossige Volutengiebel beginnt. Im unteren Giebelgeschoss sind zwei, im mittleren ein Fenster, symmetrisch aufeinander bezogen. Die Giebelvoluten haben eingerollte Enden und in den beiden unteren Geschossen jeweils einen mittleren „Knick“, auf dem im unteren Geschoss eine Vase steht. Der Giebel wird oben von einer Halbkreisrosette abgeschlossen.
Der Treppenturm führt in beiden Obergeschossen in einen die gesamte Gebäudebreite einnehmenden Vorraum. Im 1. Obergeschoss sind das Gemach des Landgrafen und ein kleiner Saal. Im 2. Obergeschoss liegen das Gemach der Landgräfin und der Saal für ihre Frauen. Die beiden landgräflichen Gemächer waren vermutlich in Stube, Kammer und Vorraum unterteilt. Nur im 1. Obergeschoss gibt es eine Verbindungstür zum Westflügel.

### Westflügel
Der Westflügel ist nur dreigeschossig, mit hohem Erdgeschoss und mit Giebeln an der Nord- und Südseite. Die Höhen der beiden Obergeschosse stimmen mit denen im Nordflügel überein. Das Erdgeschoss mit zwei- und dreiteiligen Fenstern enthält den zweischiffigen Rittersaal, der ab 1736 auch als Kapelle diente. Die Giebelformen und Giebelfenster entsprechen denen des Nordflügels. An der Hofseite befindet sich ein polygonaler Treppenturm mit rechtsläufiger Wendeltreppe. Das Mauerwerk im Erdgeschoss links des Treppenturms besteht aus großen Quadern mit breiten Fugen und stammt aus dem 14. Jahrhundert. Erst ab dem 2. Obergeschoss und rechts des Treppenturms ist das Mauerwerk aus der Renaissance, obwohl auch dort – wie am Nordflügel – die roten Quader der gotischen Bauzeit noch vielfach zu sehen sind. Auch auf seiner nördlichen und westlichen Seite enthält dieser Flügel bis etwa in die Mitte des 1. Obergeschosses Mauerwerk aus dem 14. Jahrhundert. Die Schlitzfenster an der Westseite stammen ebenfalls aus dieser Zeit, und das mittelalterliche Mauerwerk reicht hier wahrscheinlich bis zur Fenstersohlbank im zweiten Obergeschoss. Am Südgiebel sind in beiden Obergeschossen jeweils zwei Aborterker und im Dachgeschoss ein weiterer Erker. Auch dieser Flügel ist nur durch den Treppenturm zu erreichen, der wiederum in beiden Hauptgeschossen in einen die ganze Gebäudebreite einnehmenden Vorraum führt. Im 1. Obergeschoss befinden sich der Fürstensaal und das „Sächsische Gemach“ mit Stube und Kammer mit Abort. Im 2. Obergeschoss sind das „Pfälzische Gemach“ und das „Brandenburgische Gemach“ mit ähnlicher Raumaufteilung.

### Dietemann-Pavillon

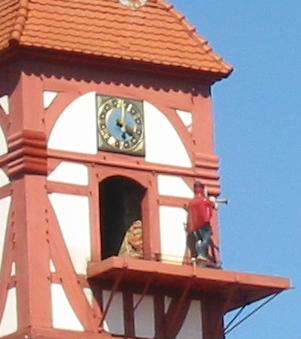
Der Dietemann

Der 1615–1617 erbaute so genannte Dietemann-Pavillon im Südosten der Anlage hat zwei niedrigere Unter- und zwei höhere Obergeschosse und ein geschweiftes Dach mit Fachwerkaufbau von 1650, in dem das Uhrwerk mit dem „Dietemann“ untergebracht ist. Der etwa quadratische Bau hat im 2. und 3. Obergeschoss auf jeder Seite zwei Reihen gekuppelter Fenster. Im 2. Obergeschoss befindet sich auf der Nordseite eine Tür zum Arkadengang. Der Turm enthielt einst den „Goldenen Saal“, von dem eine Alabastertür im Universitätsmuseum Marburg erhalten ist. Turm und Saal waren durch Laufgänge auf den Schlossmauern von den beiden Wohnflügeln aus zu erreichen.
Die Kunstfigur des Dietemann – Teil der Kunstuhr und Symbolfigur der Stadt Eschwege – ist ein Turmwächter mit Hellebarde, Laterne und Horn. Er wurde am 2. Juli 1927 eingeweiht. Tagsüber bläst er zu jeder vollen Stunde bei einem Rundgang um die Turmspitze, von der er die Stadt bewacht. Einmal im Jahr zum Johannisfest am ersten Juli-Wochenende steigt er vom Turm und führt den Festzug an.

### Arkadenflügel
Der Nordflügel und der Dietemann-Pavillon sind durch eine fünfbogige Arkade mit einem Laufgang auf der Höhe des 2. Obergeschosses verbunden. Die vier seitlichen Arkaden sind rundbogig, die mittlere ist spitzbogig. Die Arkaden entstanden zeitgleich mit dem Dietemann-Turm in den Jahren 1615–1617.

### Südflügel
Der eher schlichte Südflügel im Fachwerk-Stil wurde um 1755 unter Landgraf Christian erbaut.

### Außenbereich

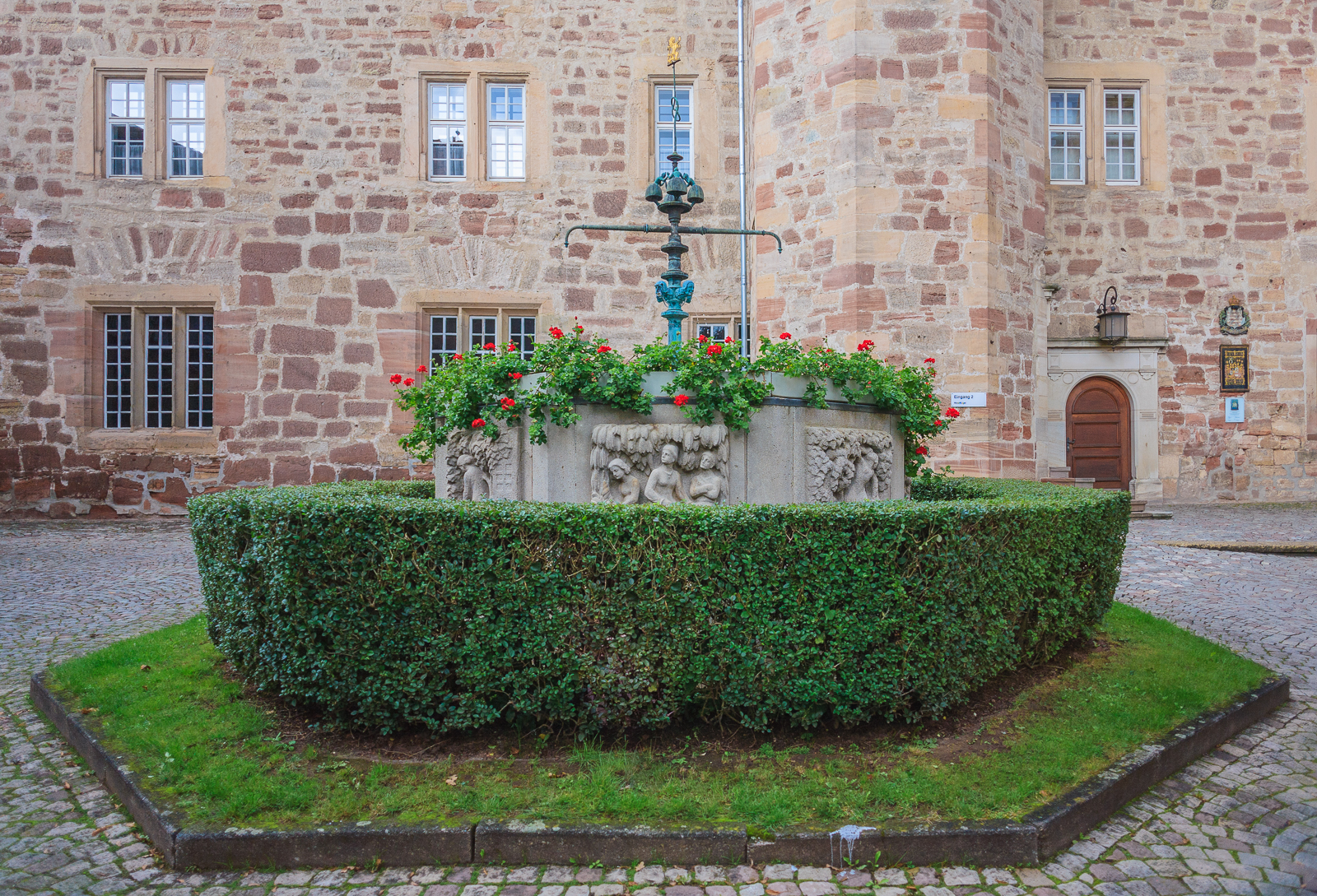
Frau-Holle-Brunnen

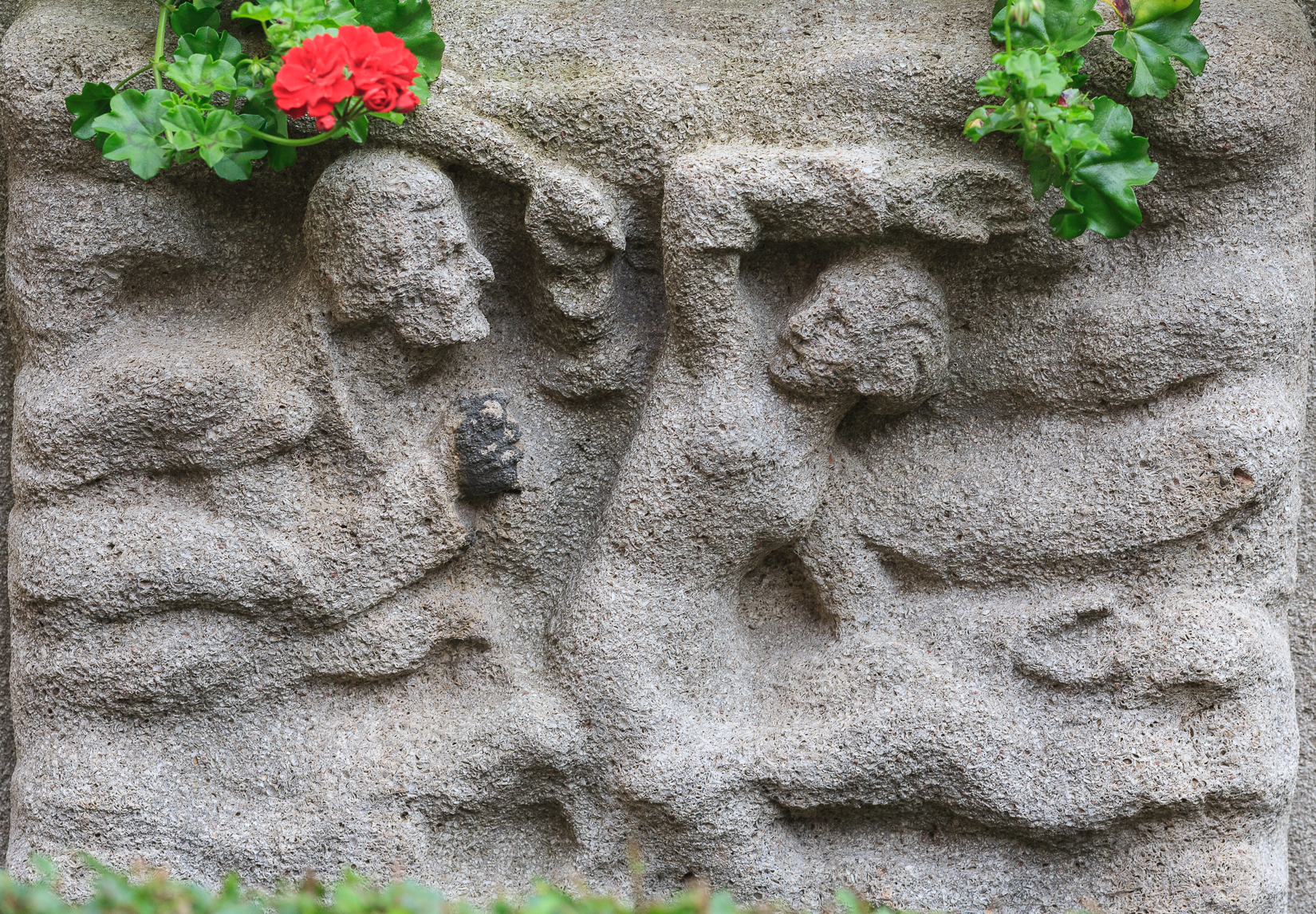
Relief am Frau-Holle-Brunnen

Das nordwestlich angrenzende Gelände außerhalb des Mauerbereichs diente als Schlosspark. Der „Frau-Holle-Brunnen“ im Schlosshof ist von 1930 und stellt an seiner Außenseite Hauptszenen des Märchens „Frau Holle“ der Gebrüder Grimm in Form von Reliefs dar. Die Reliefs wurden von Prof. Hans Sautter aus Kassel entworfen und vom Bildhauer Sauer aus Warburg/Westfalen in Muschelkalk geformt.

### Ikonographie
Das Schloss enthielt eine um 1600 unter Landgraf Moritz geschaffene, aber wohl schon 1637 größtenteils vernichtete Ausgestaltung mit allegorisch-emblematischen Gemälden fürstlicher Tugenden. Eine 1625 gedruckte zeitgenössische Beschreibung und Deutung erlaubte vor einigen Jahren eine präzise Rekonstruktion dieses frühbarocken ikonographischen Programms. Wie seine Korrespondenz mit dem Hofmaler Christoph Jobst in den Jahren 1598 bis 1604 dokumentiert, nahm Landgraf Moritz entscheidenden Einfluss auf die Auswahl der Themen und die Gestaltung der Bildausstattung. Entwurf und Themenauswahl stammen von ihm selbst; die Ausarbeitung des Programms geschah wohl in Zusammenarbeit mit seinem ehemaligen Hofmeister Tobias von Homberg. Die komplexe Ikonographie repräsentierte die spezifisch frühneuzeitliche Staatsauffassung des calvinistischen Landgrafen. Wie Sabine Mödersheim dargelegt hat, diente das Programm der Selbstdarstellung des Herrschers, umriss aber ebenso die ethischen Verpflichtungen der Mitglieder des Hofstaates und die Idealtugenden der Landesmutter. Die Auswahl der Themen und die Platzierung der einzelnen Tugendallegorien in bestimmten Räumen des Schlosses gaben ein moral-didaktisches Bild des idealen Hofes und der idealen Herrschaft.